# Roy Fokker
Roy Fokker (ロイ・フォッカー?, Roi Fokkā) è un personaggio immaginario della serie animata giapponese Macross, adattata negli anni ottanta in Robotech dalla statunitense Harmony Gold.
È uno dei migliori piloti da caccia delle Forze di Difesa Terrestri (DEF). Per le sue doti, viene nominato comandante della "pattuglia dei Teschi Grigi", punta di diamante degli squadroni Veritech: il nome gli viene attribuito dal suo caccia, che si differenzia dagli altri per la livrea completamente bianca, con un paio di vistose insegne pirata (teschio ed ossa incrociate in campo nero) sulle fiancate e sullo scudo che copre la plancia di comando in modalità "Guardiano".
È fidanzato con Claudia Grant.

## Caratteristiche fisiche
Altissimo (2,07m), fisico scultoreo ed abbronzato, ha capelli biondo sporco, portati lunghi, con un impertinente ciuffo che gli copre buona parte della fronte.

## Storia
Nasce il 5 luglio del 1979, sin dall'inizio della Prima guerra di Robotech, guida con coraggio e valore la sua pattuglia in numerose incursioni; in questo periodo, aiuta anche l'inserimento di Rick Hunter (che lo considera come una sorta di suo fratello maggiore) all'interno delle DEF, facendogli ottenere il suo primo comando.
Al ritorno sulla Terra, con il ferimento di Rick in battaglia, Roy deve guidare da solo i piloti dell'SDF-1: durante un attacco organizzato dalla Meltradi Myria Parino, finalizzato ad un duello dell'aliena con Max Sterling, Fokker riporta serie ferite interne e conseguenti emorragie (ignora volontariamente il problema, per non tradire la promessa fatta alla fidanzata avendola trascurata a lungo); la sera stessa, invitato a cena dalla fidanzata Claudia, Roy muore.